# Iwan Wostokow
Iwan Anatoljewicz Wostokow (ros. Иван Анатольевич Востоков, ur. 4 stycznia?/16 stycznia 1840 w Jarosławiu, zm. 21 stycznia?/2 lutego 1898) – rosyjski astronom. 

## Życiorys
W 1863 ukończył Petersburski Uniwersytet Państwowy jako kandydat nauk matematycznych, był uczeniem Aleksieja Nikołajewicza Sawicza. W latach 1863–1865 pracował w obserwatorium astronomicznym w Pułkowie, a następnie wyjechał na dwa lata zagranicę. W 1869 uzyskał stopień doktora astronomii i otrzymał posadę dyrektora i profesora w Obserwatorium Astronomicznego w Warszawie, doprowadził do jego przebudowy i rozbudowy oraz zainstalowania koła południkowego. 
Główne prace Iwana Anatoljewicza Wostokowa dotyczyły mechaniki nieba, studiował metody wyznaczania orbit, stosował równania różniczkowe do obliczania zaburzonego ruchu planet, rozszerzenie zastosowania teorii perturbacji w definiowaniu siły mimośrodu. Ulepszył metodę określania orbity ciała niebieskiego wcześniej opracowaną przez Josepha Louisa Lagrange'a, dzięki temu możliwe stało się zastosowanie jej do praktycznych obliczeń. Następnie metoda ta została ponownie odkryta przez Carla Charliera i Marie Henri Andoyera.

## Główne prace
- „Równania różniczkowe i ich całki, które określają zaburzenia w ruchu ciała” (St. Petersburg, 1865);
- „O dekompozycji funkcji perturbacji w serii sinusów i cosinusów krótkiej ekscentrycznej anomalii” (St. Petersburg, 1869);
- „O metodzie Olbersa określania elementów orbity parabolicznej” (Warszawa, 1873).